# Ankaravalli, Sorab
Ankaravalli là một làng thuộc tehsil Sorab, huyện Shimoga, bang Karnataka, Ấn Độ.